# سیستم مجوز الکترونیکی سفر

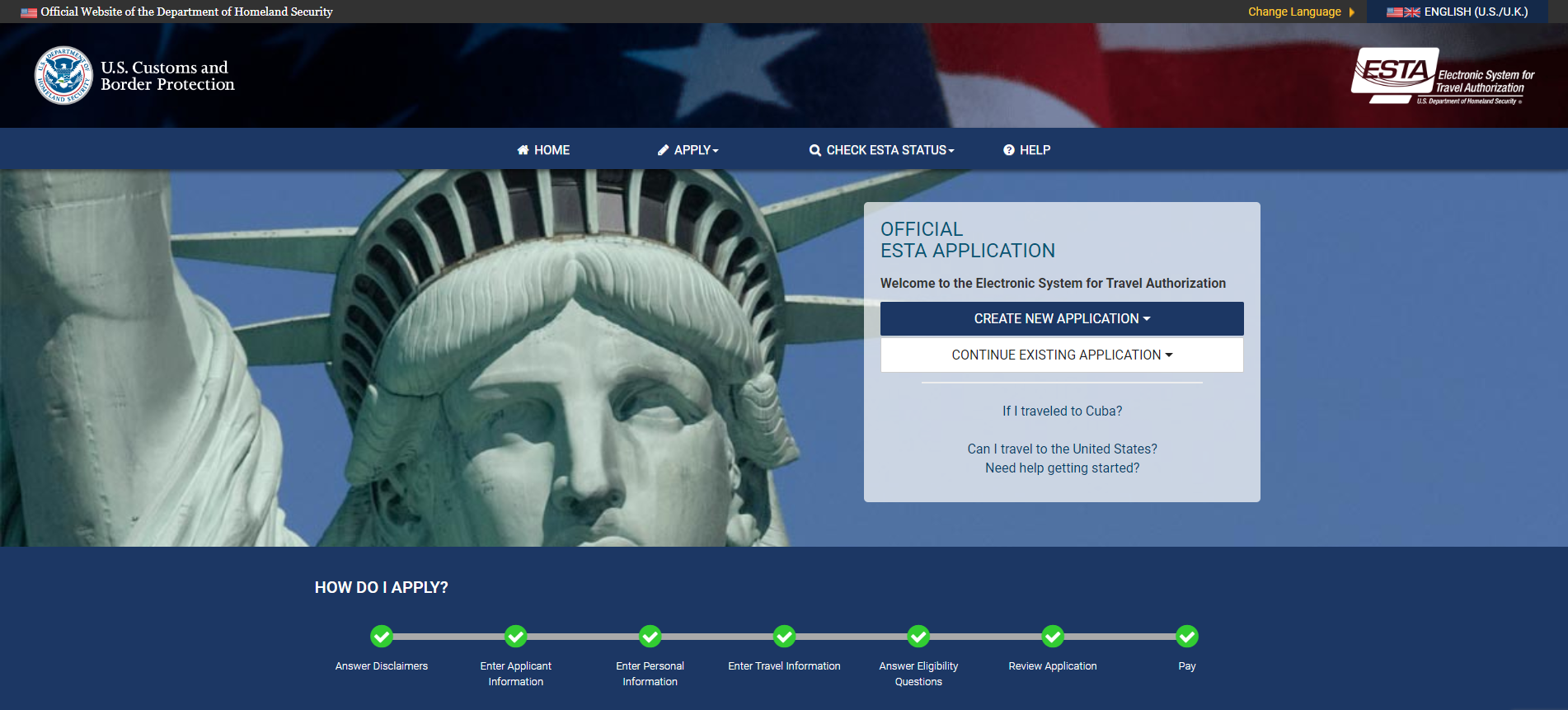
تصویر

سیستم مجوز الکترونیکی سفر
سیستم مجوز الکترونیکی سفر یا اِستا (ESTA) کوتاه شده‌ی عبارت Electronic System for Travel Authorization است. 
این سیستم از سوی دولت آمریکا برای شهروندان مسافر از کشورهای مورد تأیید در برنامه حذف روادید (visa waiver program) طراحی شده است.
ESTA یک سیستم آنلاین است که وظیفه تعیین واجد شرایط بودن کسانی که قصد سفر به ایالات متحده آمریکا را دارند به عهده دارد. از راه این برنامه، اطلاعات توسط مسافر در فرم آنلاین پر می‌شود و گمرک و مأموران حفاظت مرزی آمریکا به محض ورود مسافران به اطلاعات شخصی آنها مانند محل زندگی، کار و پاسخ به پرسش‌های واجد شرایط بودن دست پیدا می‌کنند.

## پیشینه
در ابتدا ESTA به صورت رایگان از وب سایت گمرک و حفاظت مرزی ایالات متحده (CBP) در دسترس بود. در 8 سپتامبر 2010، به دنبال قانون تبلیغات سفر، CBP شروع به دریافت هزینه 4 دلاری برای پوشش هزینه های اداری کرد، و در صورت تایید درخواست، هزینه اضافی 10 دلاری برای تامین مالی شرکت تبلیغاتی سفر (همچنین به نام برند ایالات متحده آمریکا به مبلغ 14 دلار برای هر ESTA تایید شده پرداخت می شود. در 26 مه 2022، هزینه دوم به 17 دلار افزایش یافت که در مجموع 21 دلار برای هر ESTA تأیید شده بود. اتحادیه اروپا هنگام معرفی این هزینه از آن انتقاد کرد، اما بعداً برنامه ریزی کرد که مجوز سفر الکترونیکی به نام ETIAS را برای هزینه 7 یورو نیز بخواهد، اگرچه این هزینه فقط خود ETIAS را تأمین می کند و نه تبلیغات سفر اتحادیه اروپا.
ESTA همچنین برای ورود زمینی از 1 اکتبر 2022 ضروری شد. در 6 ژوئیه 2023، اعتبار درخواست های جدید ESTA از اتباع برونئی به یک سال محدود شد. در 1 آگوست 2023، اعتبار درخواست های جدید ESTA از اتباع مجارستان به یک سال و برای یک بار استفاده محدود شد.از سال 2025، اتباع 42 کشور می توانند تحت برنامه لغو روادید، به ایالات متحده سفر کنند. با توجه به اصلاح برنامه لغو روادید و قانون پیشگیری از سفر تروریستی در سال 2015،
کسانی که در تاریخ 1 مارس 2011 یا پس از آن در ایران، عراق، لیبی، کره شمالی، سومالی، سودان، سوریه یا یمن بوده اند. یا در کوبا در تاریخ 12 ژانویه 2021 یا پس از آن،یا افرادی که دارای تابعیت دوگانه کوبا، ایران، عراق، کره شمالی، سودان یا سوریه هستند، واجد شرایط سفر تحت VWP نیستند.
با این حال، کسانی که برای مقاصد دیپلماتیک، نظامی، بشردوستانه، گزارش دهی یا تجاری مشروع به این کشورها سفر کرده اند، ممکن است توسط وزیر امنیت داخلی از این عدم صلاحیت چشم پوشی کنند. در هر صورت، افرادی که واجد شرایط VWP نیستند ممکن است همچنان از سفارت یا کنسولگری ایالات متحده برای ویزای معمولی درخواست دهند.   
مجوز الکترونیک برای ساکنان کشورهای زیر از 12 ژانویه 2009 اجباری شد:
1- بریتانیا  2- فرانسه  3- آلمان  4- سوییس  5- ایتالیا  6- ژاپن  7- کره جنوبی  8- سنگاپور  9- استرالیا  10- نیوزیلند  11- آندورا  12- بلژیک 
13- اتریش  14- شیلی  15- جمهوری چک  16- ایرلند  17- اسپانیا  18- نروژ  19- پرتغال  20- لهستان  21- ایسلند  22- لتونی  23- لیختن اشتاین
24- لوکزامبورک  25- لیتوانی  26- مالت  27- موناکو  28- هلند  29- استونی  30- فنلاند  31- یونان  32- سن مارینو  33- سوئد  34- تایوان 
35- برونئی  36- دانمارک  37- اسلواکی  38- اسلوانی
ESTA

## اطلاعات الزامی

مهر سامانه الکترونیکی مجوز سفر

متقاضی باید اطلاعات زیر را ارائه دهد:
- نام کامل و جنسیت
- نام یا نام مستعار دیگر، در صورت وجود
- تاریخ و شهر تولد (طبق پاسپورت)
- کشور ملیت و پاسپورت
- ملیت دیگر از جمله تاریخی، در صورت وجود
- شماره پاسپورت و تاریخ انقضا
- آدرس
- نام والدین در صورت شناخته شدن
- نام و آدرس کارفرما، در صورت وجود
- تماس اضطراری، نام، تلفن و آدرس
- اطلاعات نقطه تماس ایالات متحده (شخص، کسب و کار یا هتلی که قصد بازدید از آن را دارد)
- اینکه آیا متقاضی عضو Global Entry است یا خیر

متقاضیان همچنین باید مشخص کنند که آیا هر یک از موارد زیر برای آنها از طریق پاسخ بله / خیر صدق می کند یا خیر. در صورتی که متقاضی:
- دارای یک اختلال جسمی یا روانی است که دیگران را تهدید می کند، یا مصرف کننده مواد مخدر است یا به یکی از بیماری های واگیر خاص مانند وبا، دیفتری، سل، طاعون، تب زرد، ابولا یا بیماری های حاد تنفسی مبتلا است.
- تا به حال به دلیل جرمی که منجر به آسیب جدی به اموال یا آسیب جدی به شخص یا مقام دولتی دیگری شده است، دستگیر یا محکوم شده باشد.
- تا به حال هرگونه قانون مربوط به داشتن، استفاده یا توزیع مواد مخدر غیرقانونی را نقض کرده است.
- برنامه ریزی برای شرکت در فعالیت های تروریستی، جاسوسی، خرابکاری، یا نسل کشی یا تا به حال درگیر آن بوده است.
- مرتکب کلاهبرداری یا ارائه نادرست از خود یا دیگران برای دریافت یا کمک به دیگران برای دریافت ویزا یا ورود به ایالات متحده شده است.
- قصد دارد در ایالات متحده کار کند یا قبلاً بدون مجوز قبلی از دولت ایالات متحده در ایالات متحده مشغول به کار بوده است.
- از دریافت ویزای ایالات متحده رد شده است، یا از پذیرش در ایالات متحده در بندر ورودی ایالات متحده خودداری شده است (این شامل هرگونه رد ویزای قبلی طبق INA 221(g) می شود، به موجب آن متقاضی ویزا نیاز به ارائه اطلاعات بیشتر یا پرونده ای نیاز به پردازش بیشتر دارد، حتی اگر ویزا بعداً تأیید شده باشد.
- قبلاً بیش از مدت پذیرش در ایالات متحده اقامت داشته است
- به ایران، عراق، لیبی، کره شمالی، سومالی، سودان، سوریه یا یمن در یا پس از 1 مارس 2011، یا کوبا در یا پس از 12 ژانویه 2021 سفر کرده است.[۳]